# Glapwell
Glapwell är en ort och civil parish i Storbritannien.   Den ligger i distriktet Bolsover i grevskapet Derbyshire i riksdelen England, i den sydöstra delen av landet, 200 km norr om huvudstaden London. Glapwell ligger 176 meter över havet och antalet invånare är 1 467.
Terrängen runt Glapwell är huvudsakligen platt. Glapwell ligger uppe på en höjd. Runt Glapwell är det mycket tätbefolkat, med 1 177 invånare per kvadratkilometer. Närmaste större samhälle är Chesterfield, 11,1 km nordväst om Glapwell. Trakten runt Glapwell består till största delen av jordbruksmark.